# Charles Henri Pellegrini

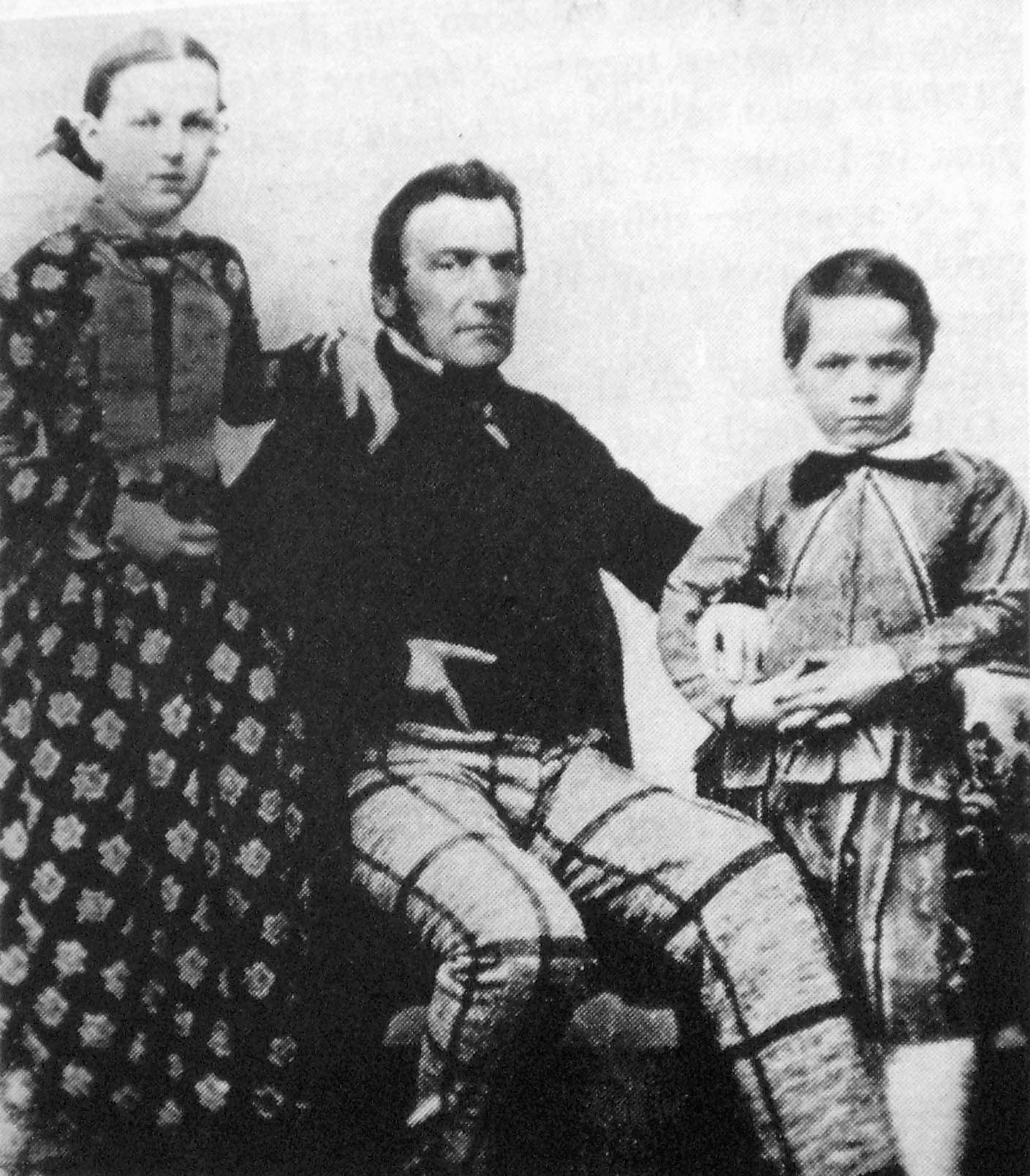
Charles Henri Pellegrini juntos a seus filhos Julia e Carlos

Charles Henri Pellegrini (Chambéry, 28 de julho de 1800 - Buenos Aires, 12 de outubro de 1875), foi um engenheiro italiano naturalizado Argentino, que ficou famoso na Argentina como fotógrafo e pintor.
Contratado por Juan Larrea, a pedido de Bernardino Rivadavia, chegou a Buenos Aires em novembro de 1828. Trabalhou brevemente no Departamento de Ingenieros Hidráulicos até este ser suprimido no governo do general Juan José Viamonte. A partir daí passou a aproveitar suas qualidades de desenhista e pintor, vinculando-se também ao litógrafo César Hipólito Bacle.
Seu filho, Carlos Pellegrini, foi presidente da Argentina entre 1890 e 1892, o  primeiro filho de imigrantes a ascender a tal cargo.

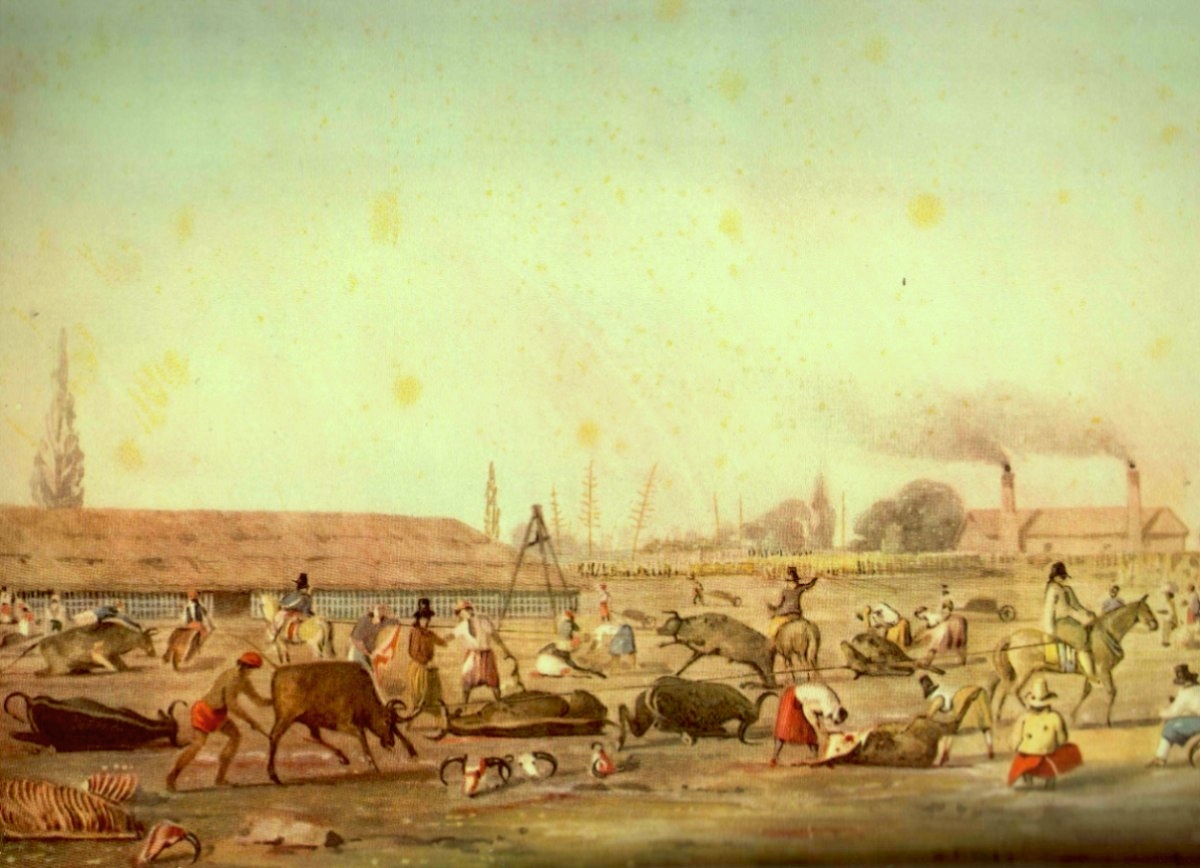
O matadouro de Buenos Aires em 1829. Aquarela de Charles Henri Pellegrini.

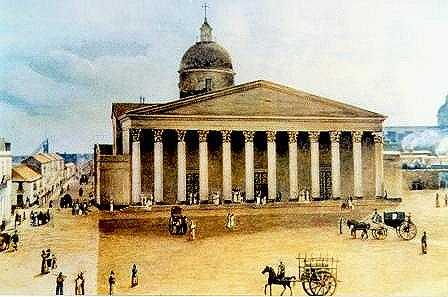
A Catedral de Buenos Aires em 1829. Aquarela de Charles Henri Pellegrini